# Philesiaceae
A Philesiaceae az egyszikűek (Liliopsida) osztályának és a liliomvirágúak (Liliales) rendjének egyik családja.

## Tudnivalók
A Philesiaceae-fajok elfásult kúszónövények, nagy rózsaszínes és vöröses virággal. A család mindkét faja Dél-Amerika legdélebbi részén őshonos.

## Rendszerezés
A családba az alábbi 2 monotipikus nemzetség tartozik:
- Lapageria Ruiz & Pav. - 1 faj
- Philesia Comm. ex Juss., 1789 - 1 faj; típusnem

## Fordítás
- Ez a szócikk részben vagy egészben  a   Philesiaceae című angol Wikipédia-szócikk ezen változatának fordításán alapul.  Az eredeti cikk szerkesztőit annak laptörténete sorolja fel. Ez a jelzés csupán a megfogalmazás eredetét és a szerzői jogokat jelzi, nem szolgál a cikkben szereplő információk forrásmegjelöléseként.